# Azanus jesous
Azanus jesous (Groot acaciablauwtje) is een vlinder uit de familie van de Lycaenidae, de blauwtjes en vuurvlinders. De soort komt voor in Afrika, het Nabije Oosten, India, Sri Lanka en Myanmar. De vlinder heeft open terrein, parken, tuinen en bosranden als habitat.
De spanwijdte van de vlinder is 16 tot 24 millimeter. De waardplanten zijn Acacia-soorten. De soort vliegt het hele jaar door.